# Ірон Антіохійський
Ірон Антіохійський (I століття — 127 чи 136 рік) — сирійський єпископ і святий, четвертий єпископ Антіохійський.

## Біографія
За словами Євсевія  був учнем свого попередника на посаді Аніохійського Патріарха Ігнатія, яким був висвячений у сан диякона. Піднесений до сану єпископа в 116 році і керував протягом двадцяти років до своєї смерті у 136 року. Інші джерела повідомляють, що Ірон прийняв мученицьку смерть у 127 році.

## Вшанування
Вшановується 17 жовтня, у день його народження згідно з Римським мартирологом 1806 року, або 16 жовтня згідно з Мартирологом Преподобного Беди або 27 жовтня.

## Примітка
1. 1 2 3 4 5  Padri Benedettini della Congregazione di S.Mauro in Francia, L'Arte di verificare le date dei fatti storici delle inscrizioni delle cronache e di altri antichi monumenti dal principio dell'era cristiana fino all'anno 1770, traduzione di Giuseppe Pontini di Quero, vol. 2, Venezia, Tipografia Gatti, pp. 319.
2. 1 2 3  Martirologio romano..., p. 238.
3. 1 2 3  Sant'Erone diacono di Sant'Ignazio di Antiochia viene trasformato da Aldrovandi in un fantomatico San Gallo anch'egli diacono di Sant'Ignazio. - summagallicana.it